# Isopolia
Isopolia is een geslacht van vlinders van de familie uilen (Noctuidae), uit de onderfamilie Cuculliinae.

## Soorten
- I. hoenei Boursin, 1958
- I. stenoptera Sugi, 1959
- I. strigidisca Moore, 1881